# Lissodelphis peronii
Il lissodelfino australe (Lissodelphis peronii) è un cetaceo odontoceto appartenente alla famiglia Delphinidae.

## Descrizione fisica
Di dimensioni più ridotte del lissodelfino boreale (60–100 kg), è l'unico delfino dell'emisfero sud ad essere privo di pinna dorsale; può essere facilmente riconosciuto ad occhio nudo a distanza ravvicinata, mentre in lontananza ricorda un pinguino.

## Comportamento
Raramente effettua il lobtailing e il breaching e quando lo effettua non si osservano capriole o peripezie simili. Quando sono spaventati o quando nuotano veloci si osserva il porpoising. Può rimanere in apnea per 6 minuti.

## Distribuzione
Si riscontra poco frequentemente nelle acque temperate, dal Cile settentrionale al largo del Perù (ma è avvistato regolarmente anche nelle coste della Nuova Zelanda), mentre è più caratteristico nella corrente delle Falkland, tra la Patagonia e le Isole Falkland.